# Stephenson 1
Pour les articles homonymes, voir Stephenson.

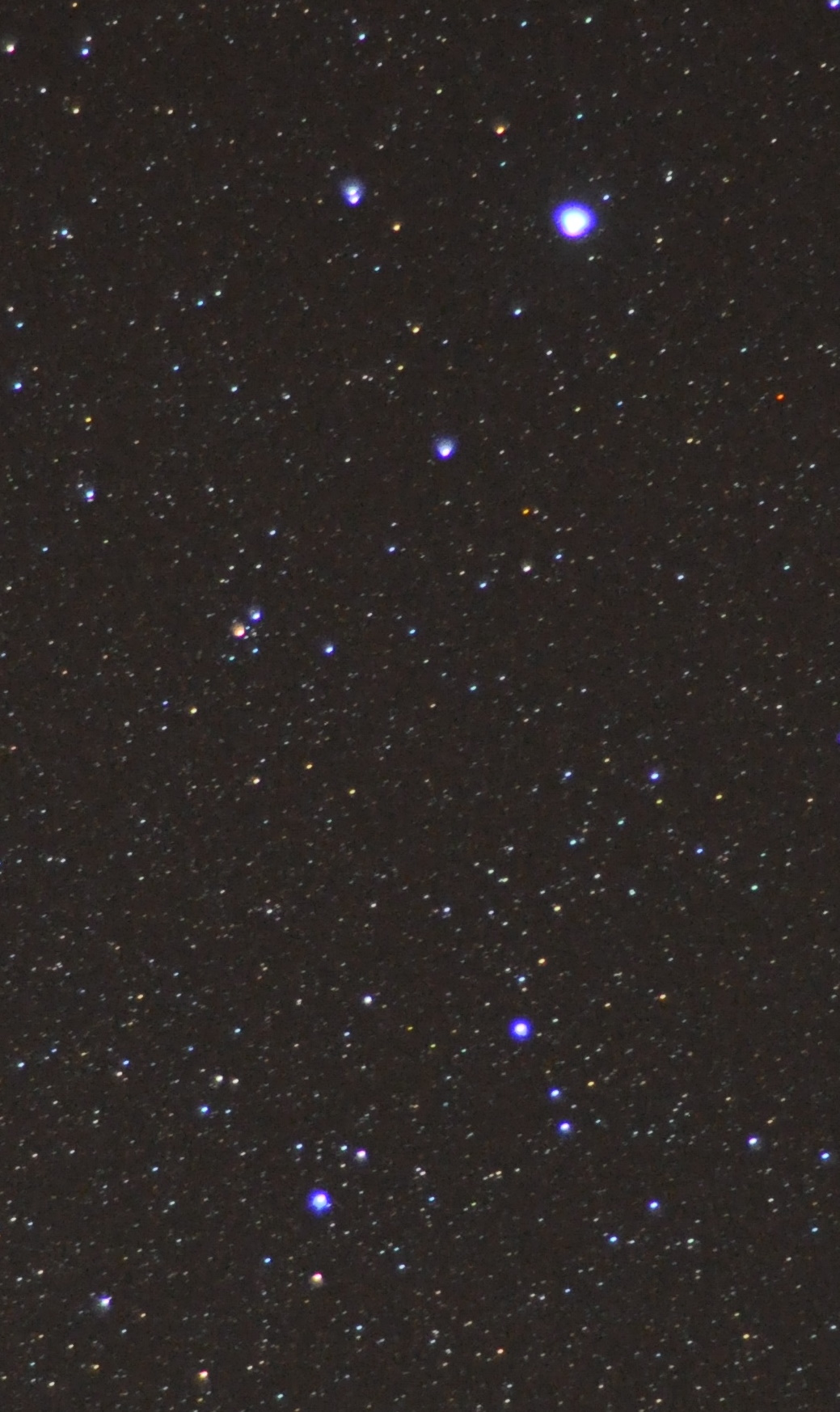
La Lyre avec la paire δ Lyrae et son amas l'entourant, à gauche du centre de l'image.

Stephenson 1, également nommé l'amas de Delta Lyrae, est un amas ouvert d'étoiles de la Lyre distant d'environ 360 pc (∼1 170 al) de la Terre. Il est centré sur son étoile la plus brillante, Delta2 Lyrae.

## Histoire
L'amas de Stephenson 1 a été découvert par l'astronome américain Gordon Grant. Il est catalogué pour la première fois en 1959 par l'astronome américain Charles Bruce Stephenson (en) — d'où son nom —, mais son existence est réfutée par l'astronome allemand Werner Bronkalla en 1963. Cependant, des observations photométriques ultérieures réalisées à l'observatoire Palomar et à l'observatoire du Mont Wilson ont conduit un autre astronome américain, Olin J. Eggen, à démontrer qu'il existe un véritable amas ouvert, au moins pour les étoiles jusqu'à une magnitude absolue de +5,5. L'étude d'Eggen a permis de mettre en évidence au moins trente-trois membres.

## Propriétés
L'amas possède une magnitude apparente de 3,8 et s'étend sur un diamètre angulaire de 20 minutes d'arc. Visuellement, il est dominé par la paire contrastée formée de δ1 Lyrae, d'une couleur blanc bleutée et de δ2 Lyrae, orangée.
Les données de la deuxième data release du satellite  Gaia ont permis de mettre en évidence jusqu'à 97 étoiles possiblement membres de Stephenson 1 (avec une probabilité supérieure à 50 %). Son rayon de marée est d'environ 11,5 pc (∼37,5 al) et sa masse totale est estimée à 589 M☉. En se basant sur son âge estimé de 49 millions d'années et sur son mouvement dans l'espace, il pourrait être associé à la ceinture de Gould.
L'amas comprend une binaire à éclipses de type Algol, BD+36°3317, découverte en 2007. Il s'agit également d'une binaire spectroscopique qui connaît des éclipses régulières car son plan orbital est presque aligné avec la ligne de visée de la Terre.